# Osage Township (comté de Camden, Missouri)
Pour les articles homonymes, voir Osage Township et Osage.
Osage Township est un township du comté de Camden dans le Missouri, aux États-Unis,. En 2010, sa population s'élève à 4 726 habitants. Le township est fondé en 1841 et baptisé en référence à la rivière Osage.

## Source de la traduction
- (en) Cet article est partiellement ou en totalité issu de l’article de Wikipédia en anglais intitulé « Osage Township, Camden County, Missouri » (voir la liste des auteurs).